# Heinrich Pachowiak

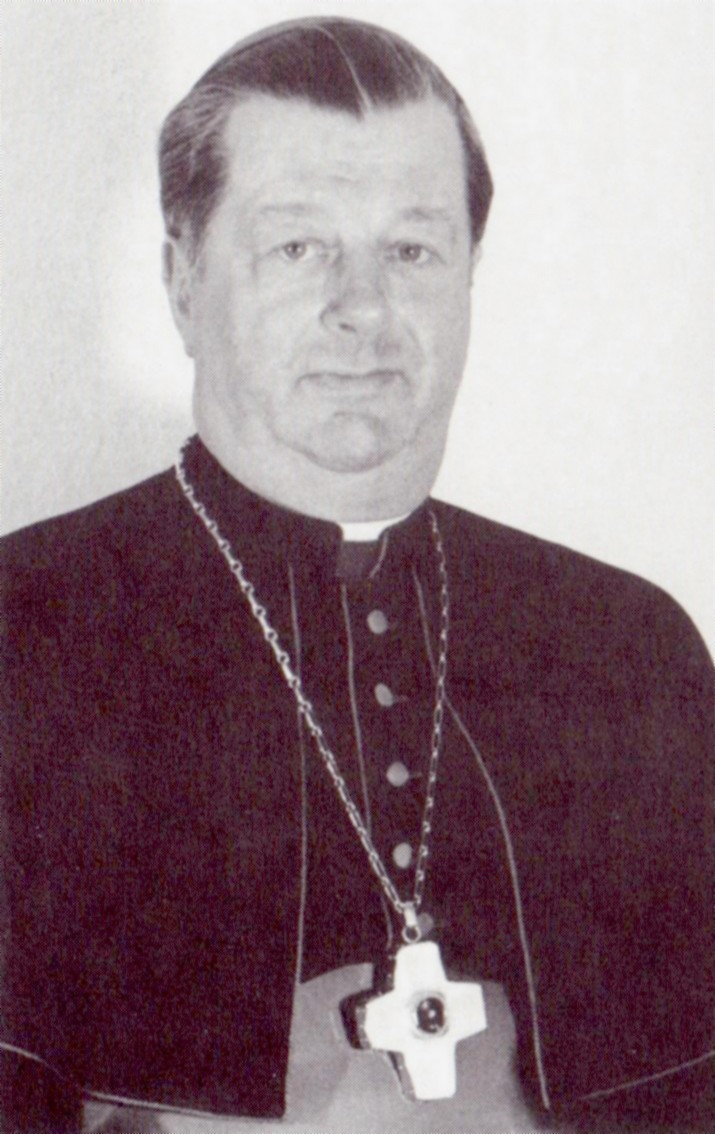
Heinrich Pachowiak, 1970er Jahre

Heinrich Pachowiak (* 25. März 1916 in Wilhelmsburg, heute in Hamburg; † 22. November 2000 in Hildesheim) war ein deutscher römisch-katholischer Geistlicher, unter anderem in der Bundesgrenzschutzseelsorge tätig und über vierzig Jahre Weihbischof der Diözese Hildesheim.

## Leben

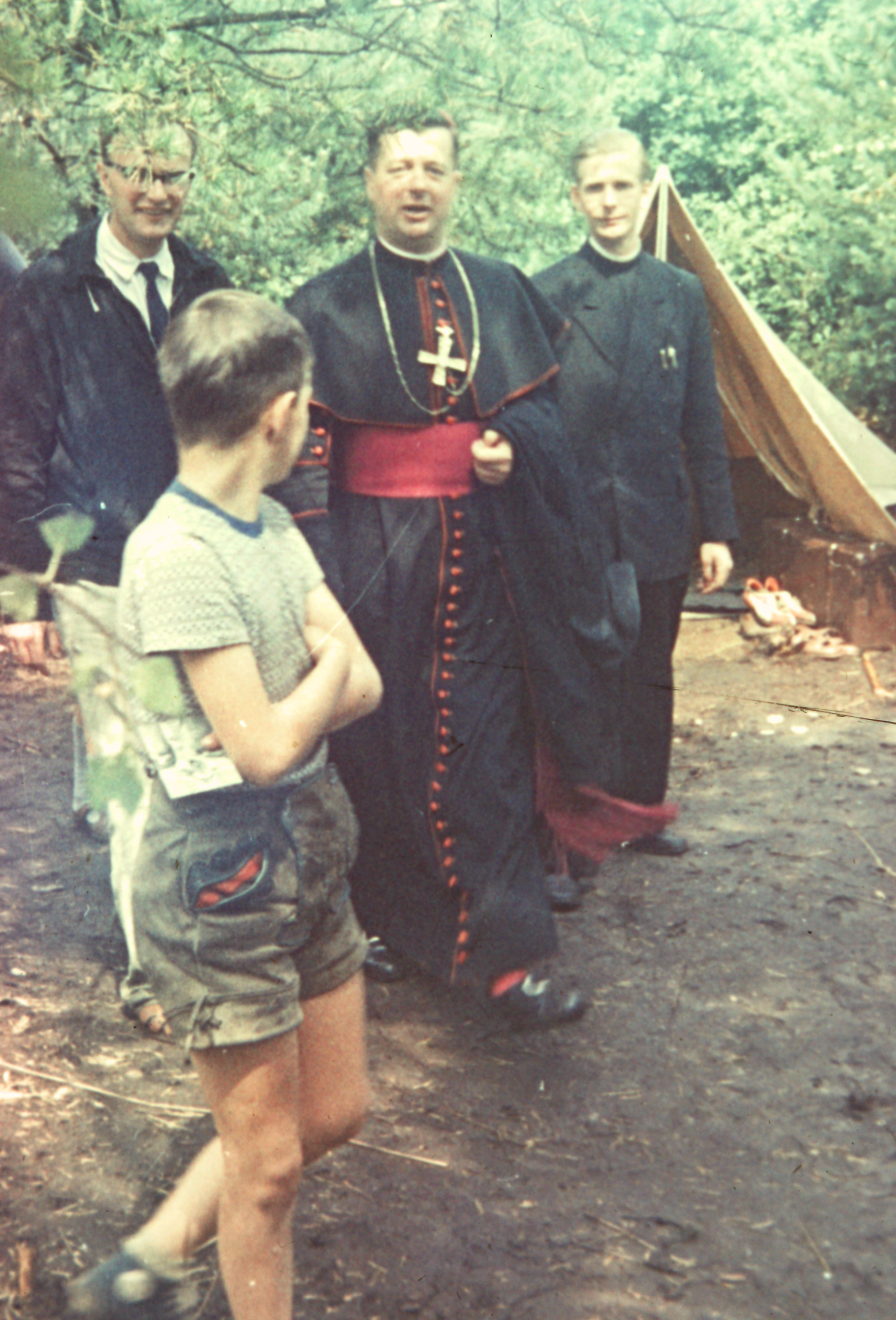
Weihbischof Pachowiak bei einer Fahrt der Katholischen Jugend Hannover (etwa 1958)

Pachowiak besuchte ein Gymnasium in Hamburg und bestand 1935 sein Abitur. Nach dem Theologiestudium an der Philosophisch-Theologischen Hochschule St. Georgen in Frankfurt, dem Introitus-Examen 1939, dem Besuch des Priesterseminars Hildesheim, wo er das Theologische Examen 1940 absolvierte, und der Priesterweihe am 15. Mai 1940 im Hildesheimer Dom musste Pachowiak zunächst als Sanitätssoldat zur Wehrmacht. Zurückgekehrt aus Krieg und Kriegsgefangenschaft war er 1946–1952 Bischöflicher Sekretär bei Bischof Joseph Godehard Machens, danach stellvertretender Leiter des Hildesheimer Priesterseminars und seit 1960 Leiter des Bischöflichen Seelsorgeamts. Von 1953 bis 1958 war er in den Aufbaujahren nach dem Krieg Diözesanjugendseelsorger, und mit Organisationstalent, Einfühlungsvermögen und Humor für ungezählte Jugendliche ein unvergessliches Leitbild, insbesondere bei Begegnungen auf der Jugendbildungsstätte Burg Wohldenberg.
Bereits am 27. Mai 1958 war Pachowiak von Papst Pius XII. zum Titularbischof von Phytea und Weihbischof in Hildesheim ernannt worden. Die Bischofsweihe spendete ihm am 15. Juli 1958 in der Basilika St. Godehard Bischof Heinrich Maria Janssen; Mitkonsekratoren waren Bischof Helmut Hermann Wittler von Osnabrück und Weihbischof Adolf Bolte aus Fulda.
Unter den deutschen Bischöfen und den Teilnehmern am Zweiten Vatikanischen Konzil war er einer der jüngsten. Als Konzilsvater nahm er an allen vier Sitzungsperioden teil.
Im Jahr 1967 ernannte Bischof Janssen Pachowiak zum Bischofsvikar in Hannover. Für die folgenden zwei Jahrzehnte wurde er zum Gesicht der katholischen Kirche in Stadt und Region.
Von 1965 bis 1987 war er außerdem Beauftragter der Deutschen Bischofskonferenz für die Angehörigen des Bundesgrenzschutzes. 1980 erhielt er das Große Niedersächsische Verdienstkreuz, 1983 das Große Bundesverdienstkreuz.
Pachowiak Er gestaltete die Hildesheimer Diözesansynoden von 1968/69 und 1989/90 entscheidend mit und war während der Sedisvakanz von 1983 als Kapitularvikar des Bistums Hildesheim auch Diözesanadministrator.
Im Jahr 1992 wurde Heinrich Pachowiak emeritiert. Er verbrachte seine letzten Jahre am Domhof und half in Liturgie und Seelsorge, solange es seine Gesundheit erlaubte. Seine Beisetzungsfeierlichkeiten am 29. November 2000 in Hildesheim wurden zu einer Demonstration des Dankes und der Verbundenheit.